# Palacete Chavantes
O Palacete Chavantes é um prédio localizado na cidade de São Paulo, mais precisamente à rua Benjamin Constant, 171, entre o Largo São Francisco e a Praça da Sé. Trata-se de uma obra do engenheiro Alexandre Ribeiro Marcondes Machado, o Juó Bananère, encomendada a ele por um fazendeiro de café do atual município de Chavantes.

## História dos Palacetes
Os palacetes, como o Palacete Chavantes, são condizentes com o que os pesquisadores das Ciências Humanas e das Ciências Sociais Aplicadas denominam casa moderna, um tipo de residência especializada, com uma divisão demarcada  por áreas de transição (internas ou externas) entre o espaço público e o espaço privado. Em geral, as características dos palacetes paulistanos do século XIX e do século XX remontam o estilo aristocrático europeu do século XVIII, período marcado pela ascensão da burguesia, que tinha no consumo privado uma das bases para a construção da sua identidade social e individual.

## O Palacete Chavantes
O palacete foi construído entre 1926 e 1930, sendo originalmente destinado para fins residenciais. Foi encomendado pelo cafeicultor paulista João Batista Mello de Peixoto aos engenheiros Alexandre Ribeiro Marcondes Machado e Otávio Ferraz Sampaio.
Com dez andares, ele é rico em detalhes, tanto em sua fachada quanto em seu interior, onde destaca-se o hall de entrada e os elevadores. Na fachada possui uma magnífica e sensível alegoria em alto relevo da colheita de café que está instalada logo acima da pórtico de entrada e atlantes (coluna em forma esculpida de um homem) que parecem sustentar toda a edificação.
Na década de 1940 o edifício passa por uma transição e suas unidades são destinadas às atividades comerciais e continua com essa finalidade até os dias atuais.

## Tragédia no local antes do palacete
O local onde foi construído o palacete era antes a residência de Peixoto Gomide, importante e influente político paulista da virada do século XIX para o XX. Em 1906, sua filha Sophia preparava-se para casar com o poeta, romancista e advogado Batista Cepelos, que era amigo do seu pai.
 

Peixoto Gomide era contra mas acabou aceitando. Existia um rumor na época que Batista Cepelos era filho ilegítimo de Peixoto Gomide. Algumas poucas semanas antes do casamento, Peixoto Gomide teve uma conversa com sua filha e acabou disparando contra ela, matando-a. Em seguida ele suicidou-se com um tiro na cabeça em seu escritório. Com sua morte, a propriedade passou para João Batista Mello de Peixoto, casado com sua outra filha.